# Ometepe
Ometepe est une île située dans le lac Nicaragua (ou Cocibolca), au Nicaragua. Elle est constituée de deux stratovolcans, le Concepción, actif, et le Maderas, sans activité historique. Son nom vient du nahuatl : ōme (deux) et tepētl (montagne). Sur le plan administratif, l'île appartient au département de Rivas. 
Géographiquement elle est constituée par la réunion de deux anciennes îles volcaniques qui forment aujourd'hui la partie Maderas et la partie Concepción.
La plus grande ville se nomme Moyogalpa et est reliée par ferry à la ville de San Jorge sur la rive ouest du lac Nicaragua. La seconde ville est Altagracia, reliée à Granada par un traversier hebdomadaire.
L'écosystème est très riche, on y trouve de nombreuses espèces d'oiseaux, comme l'urraca, et des singes hurleurs.
L'île est aussi connue pour ses pétroglyphes, notamment au pied du Maderas (à El Porvenir), et à Altagracia.

## Histoire
Il semble que l'île ait été habitée au moins depuis 1500 av. J.-C. Cette population aurait fait partie d'un mouvement migratoire originaire de l'actuel Mexique et se dirigeant vers le sud le long de la côte pacifique.
Des céramiques et de grandes sculptures taillées dans la roche basaltique ont été trouvées sur l'île et sont aujourd'hui exposées dans le parc de l'église d'Altagracia et au musée national de Managua. Ces sculptures sont attribuables à la même école que celles trouvées sur l'île de Zapatera, réalisées par la culture Chorotega.
Sur l'île, on trouve également des pétroglyphes datant de 300 av. J.-C.
Pendant la période coloniale, l'île a servi de refuge aux pirates lors du pillage de la ville de Granada. Ils étaient venus de la mer des Caraïbes par le fleuve San Juan. Ils se sont livrés aux pillages et aux enlèvements de femmes, si bien que la population indigène a été contrainte de se réfugier à l'intérieur de l'île.
Aujourd'hui, Ometepe s'efforce de tirer parti de sa beauté naturelle et améliore progressivement son infrastructure touristique. Sur l'île d'Ometepe, la première ressource est la banane et le tourisme est la deuxième.
Il est également important de noter que deux grands musées se trouvent à Ometepe : le musée numismatique, qui raconte l'histoire du Nicaragua en billets et pièces de monnaie, et le musée précolombien, avec plus de 1 500 pièces antiques exposées et trouvées sur l'île elle-même. 
L'île d'Ometepe a participé en 2011 au concours Sept nouvelles merveilles de la nature, mais n'a pas fait partie des 28 finalistes, bien qu'elle se soit classée dans le Top 77 - sur 440 - des candidats admissibles à l'examen par le groupe d'experts de la New Seven Wonders Foundation.

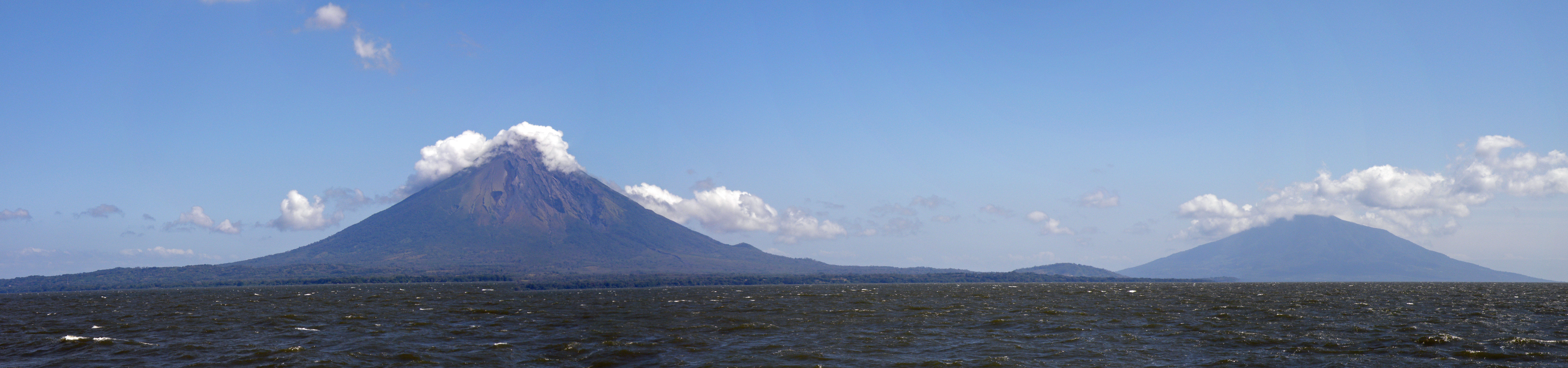
Côte ouest de l'île d'Ometepe avec le Concepción à gauche et le Maderas à l'arrière-plan à droite.

## Archéologie
L'île d'Ometepe est généralement incluse dans la zone archéologique du "Grand Nicoya", qui comprend également la zone des Rivas sur la rive du lac et descend dans la péninsule de Nicoya au Costa Rica. En raison des dépôts de cendres volcaniques au cours des millénaires, le sol y est très fertile, ce qui permet une culture constante sans mise en jachère. 
Cet environnement riche a permis à l'île d'être continuellement habitée depuis vers 2000 av. J.-C. jusqu'à environ 500 av. J.-C. Ultérieurement, lors d'une période classée comme la "période Ometepe" (1350 à 1550) ou "période du Grand Nicoyen", qui correspond à la période mésoaméricaine post-classique, ce territoire fut occupé à la suite de la migration des Nicarao (locuteurs nahuas) dans la région du Grand Nicoya.
Les archéologues qui ont effectué des fouilles sur l'île au fil des ans sont :
- Année 1880 : J.F. Bransford ;
- 1959-1961 : fouilles du Dr Gordon Willey et d'Albert Norweb ;
- 1962 : Wolfgang Haberland et Peter Schmidt ;
- 1995-1999 : Susan Baker (Projet pétroglyphe d'Ometepe).

### Pétroglyphes
Le projet "Ometepe Petroglyph Project" était une enquête de terrain restreinte à la moitié Maderas de l'île d'Ometepe qui a duré de 1995 à 1999. Ce projet a permis d'étudier intensivement une partie de cette moitié de l'île. Le projet a cartographié 73 sites archéologiques dans cette zone, dont près de 1 700 pétroglyphes sur 1 400 rochers. Sur ces sites, des pétroglyphes ont été enregistrés sur tous les sites sauf un. Beaucoup de pétroglyphes d'Ometepe présentent des spirales et "serpentent" sur la paroi rocheuse. Les tortues stylisées sont aussi un motif courant dans la région.

Pétroglyphes à Ometepe.
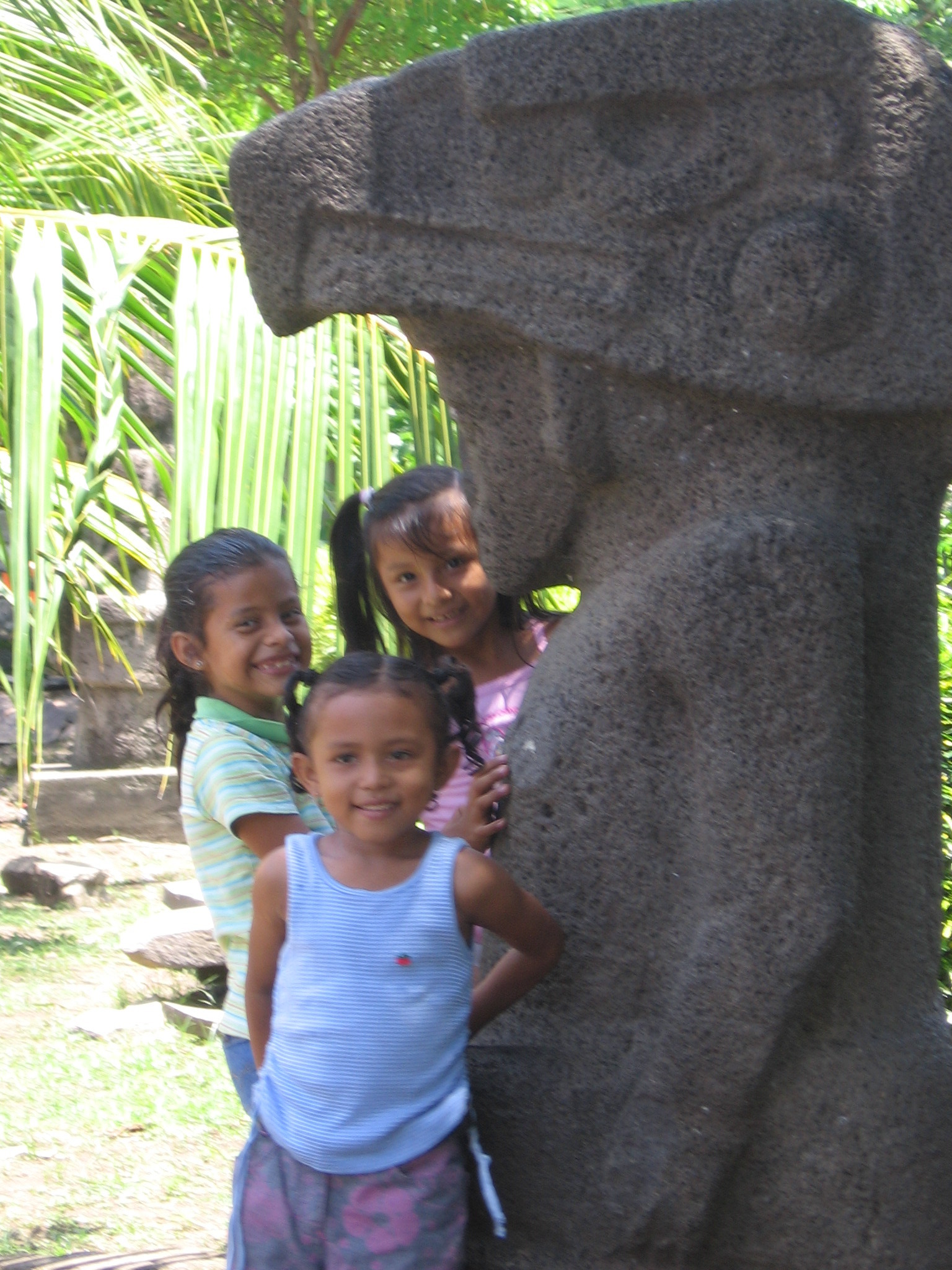
Des enfants se tiennent devant une idole de pierre précolombienne.
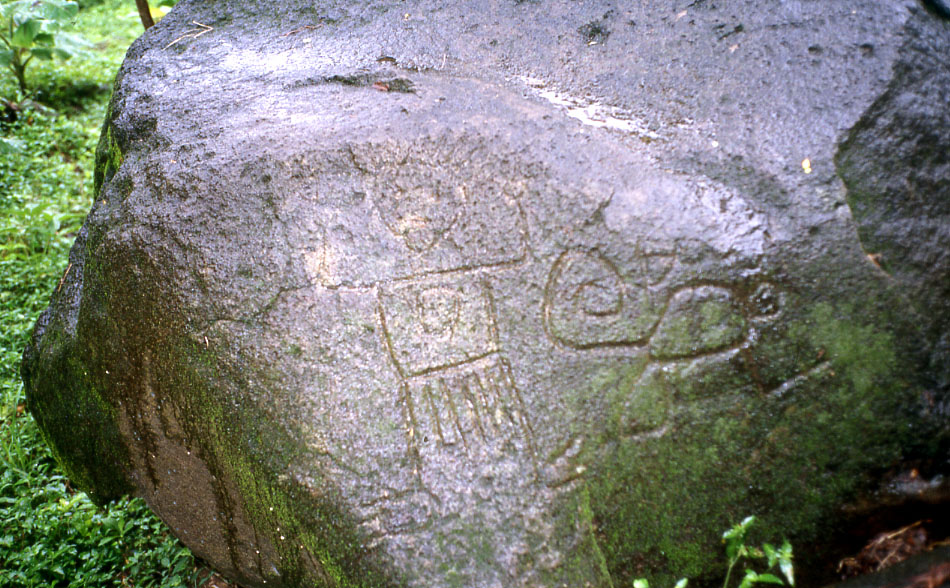
Pétroglyphe.
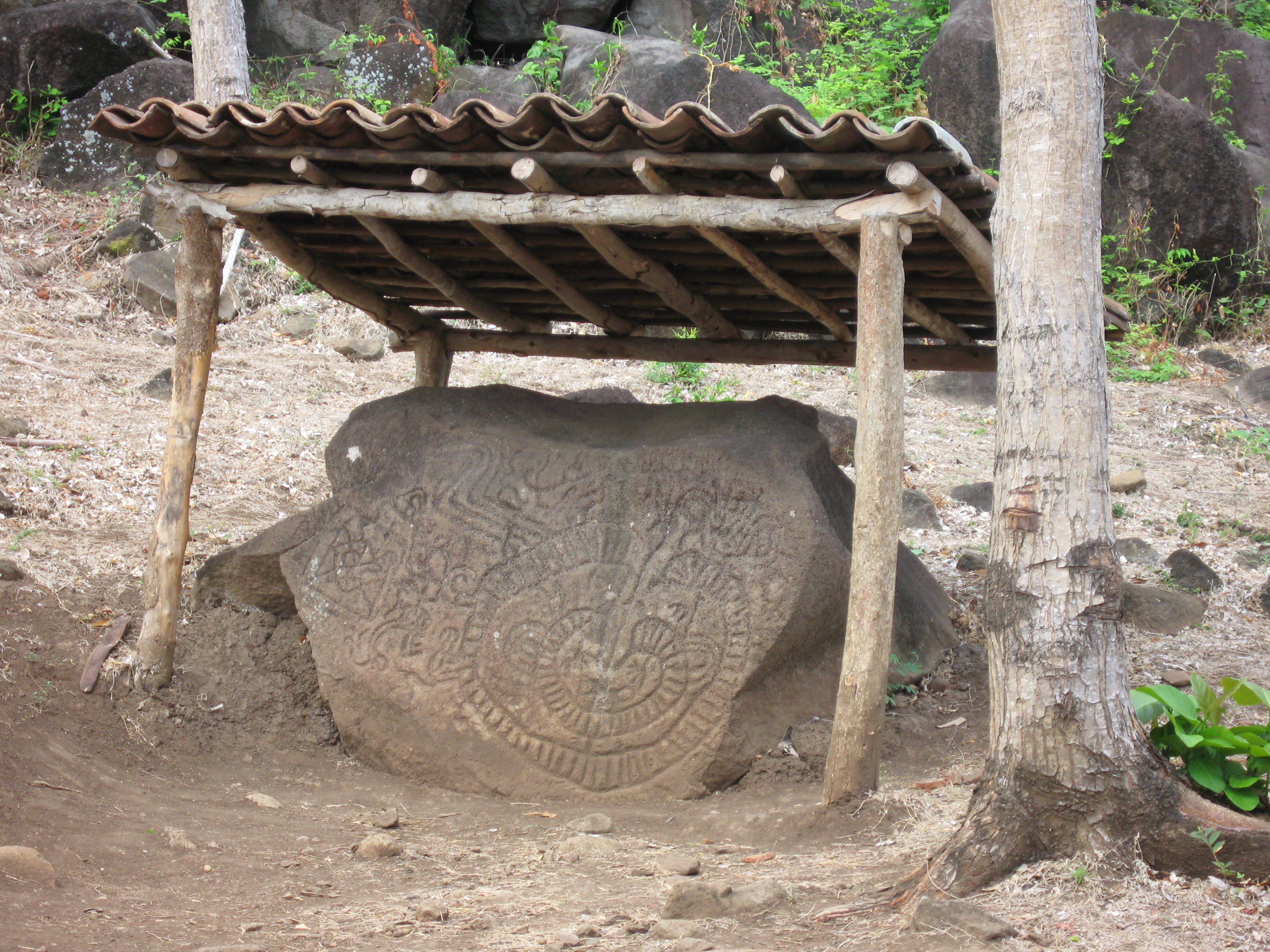
Pétroglyphe sur Ometepe à la base du volcan Maderas.
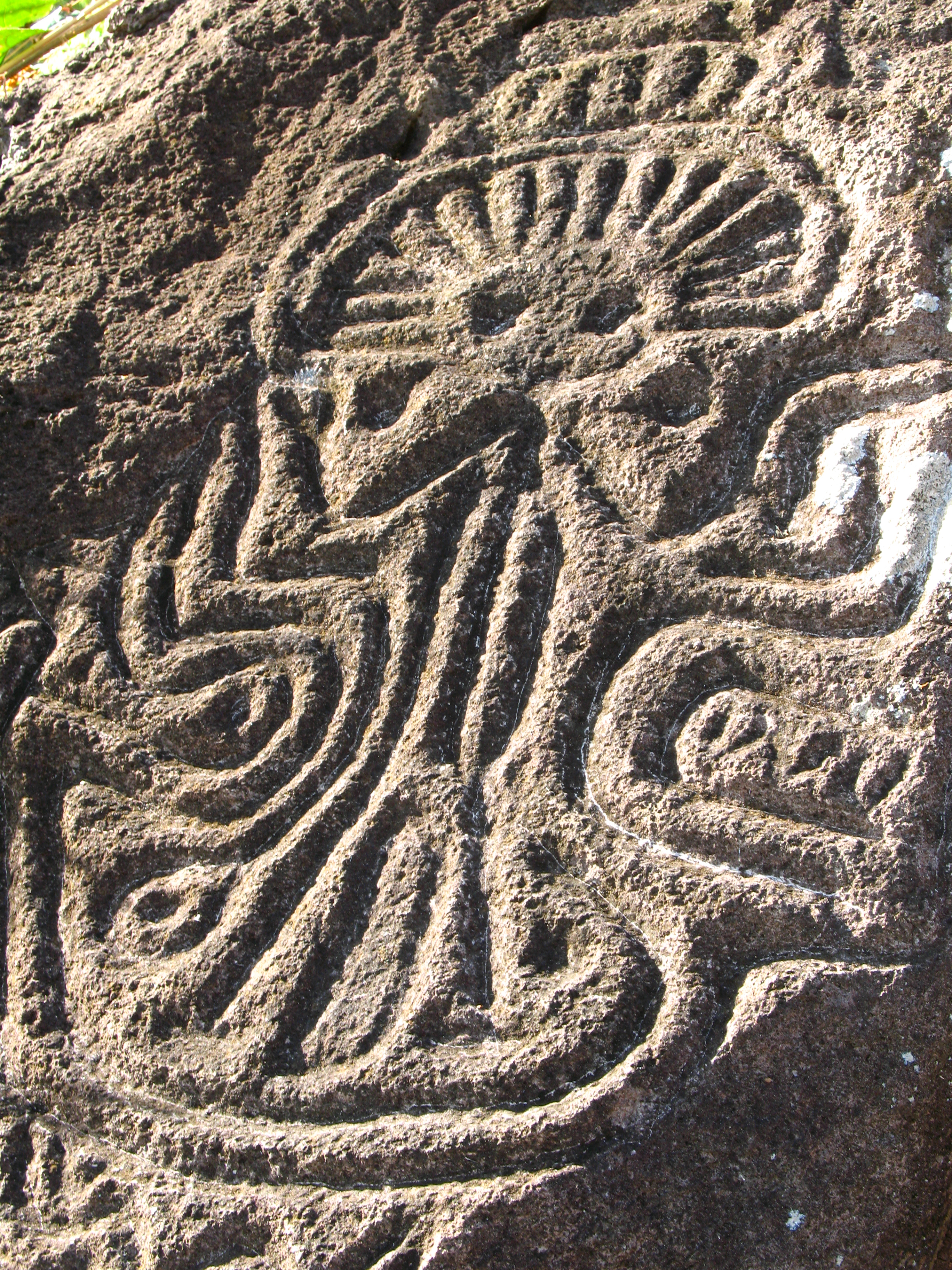
Pétroglyphe

Les pétroglyphes d'Ometepe comprennent certaines formes moins courantes. Dans de nombreuses représentations, les figures humaines sont décrites comme ayant des "visages de boules de bowling". Deux spirales attachées semblent représenter l'île elle-même, avec ses deux volcans. Les spirales sont également utilisées pour figurer la tête de figures anthropomorphiques.
Parmi les formations inhabituelles observées dans les pétroglyphes d'Ometepe, on trouve des sièges ou des marches sculptés dans des rochers, des ovales et de grandes rainures. Le but de ces formes n'a pas encore été expliqué.
De 1995 à 1996, dix sites ont été prospectés. L'un des sites situé le long des pentes et au sommet d'une crête, contient 82 blocs rocheux avec des pétroglyphes, six mortiers, deux meules à grains (métates) et une dispersion de céramiques et de chailles. Sur les 149 pétroglyphes enregistrés en 1996, la plupart se trouvaient sur des terres appartenant à la coopérative d'une hacienda. Lorsque le programme a été élargi en 1997, des volontaires ont participé à l'enregistrement de quinze sites supplémentaires. Le site le plus impressionnant, a une superficie de plus de 180 000 m2. Quatre-vingt-douze pétroglyphes, plus de 30 tertres de maisons, des fragments de statues en pierre et des poteries datant d'au moins trois périodes d'occupation différentes ont été enregistrés sur le site. Ces artéfacts ont ensuite été étudiés à Managua.
Les sites ont été photographiés avec des appareils photographiques numériques en couleurs et en noir et blanc puis, sur ordinateur, le contraste des photos a été augmenté, afin d'accroître la lisibilité des pétroglyphes représentés. La profondeur des lignes gravées sur les pétroglyphes varie de "très peu profond" à environ trois centimètres.

### Céramique
Le Dr Gordon Willey et Albert Norweb ont fouillé le site de Cruz (nommé d'après l'Hacienda Cruz), dans la partie nord-est de l'île. Ce site est important car il a produit près de 30 000 fragments, dont la plupart appartenaient à la période polychrome tardive comme pour toute la région de Rivas. On a également trouvé des pièces de la phase de San Jorge de la période bichromique zonée.

Artéfacts précolombiens du musée El Ceibo.
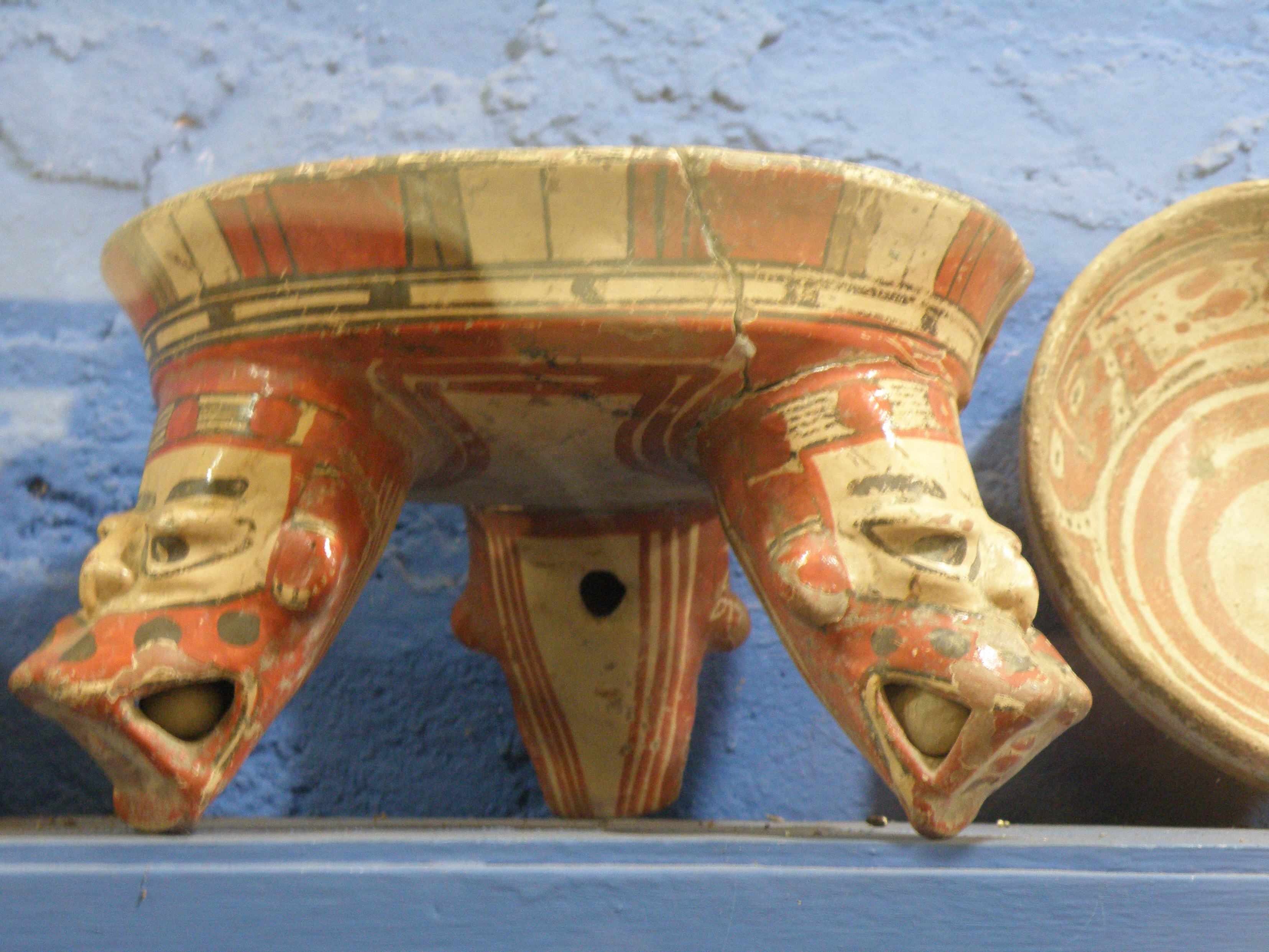
Poterie précolombienne.
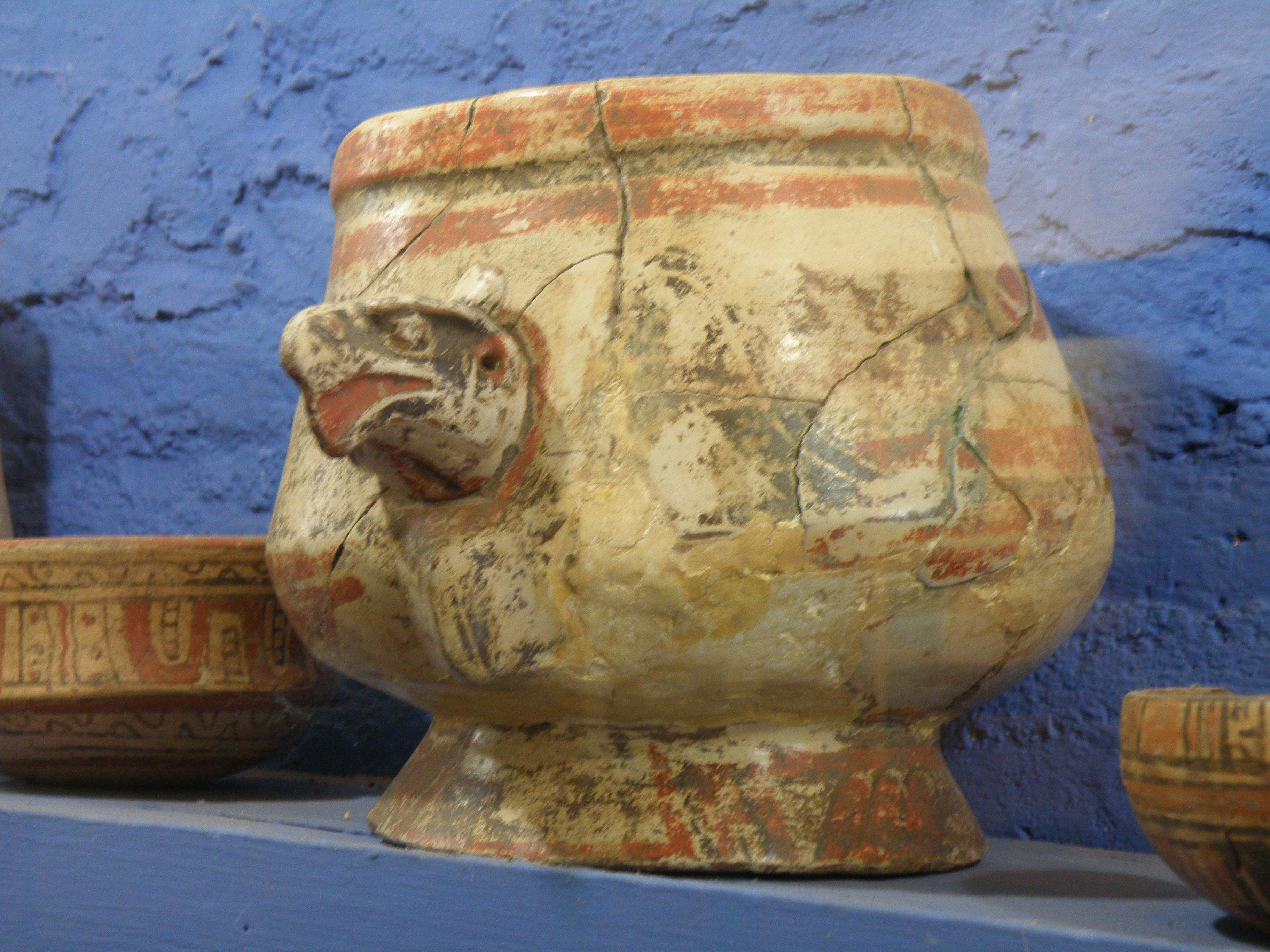
Poterie trouvée sur l'île.
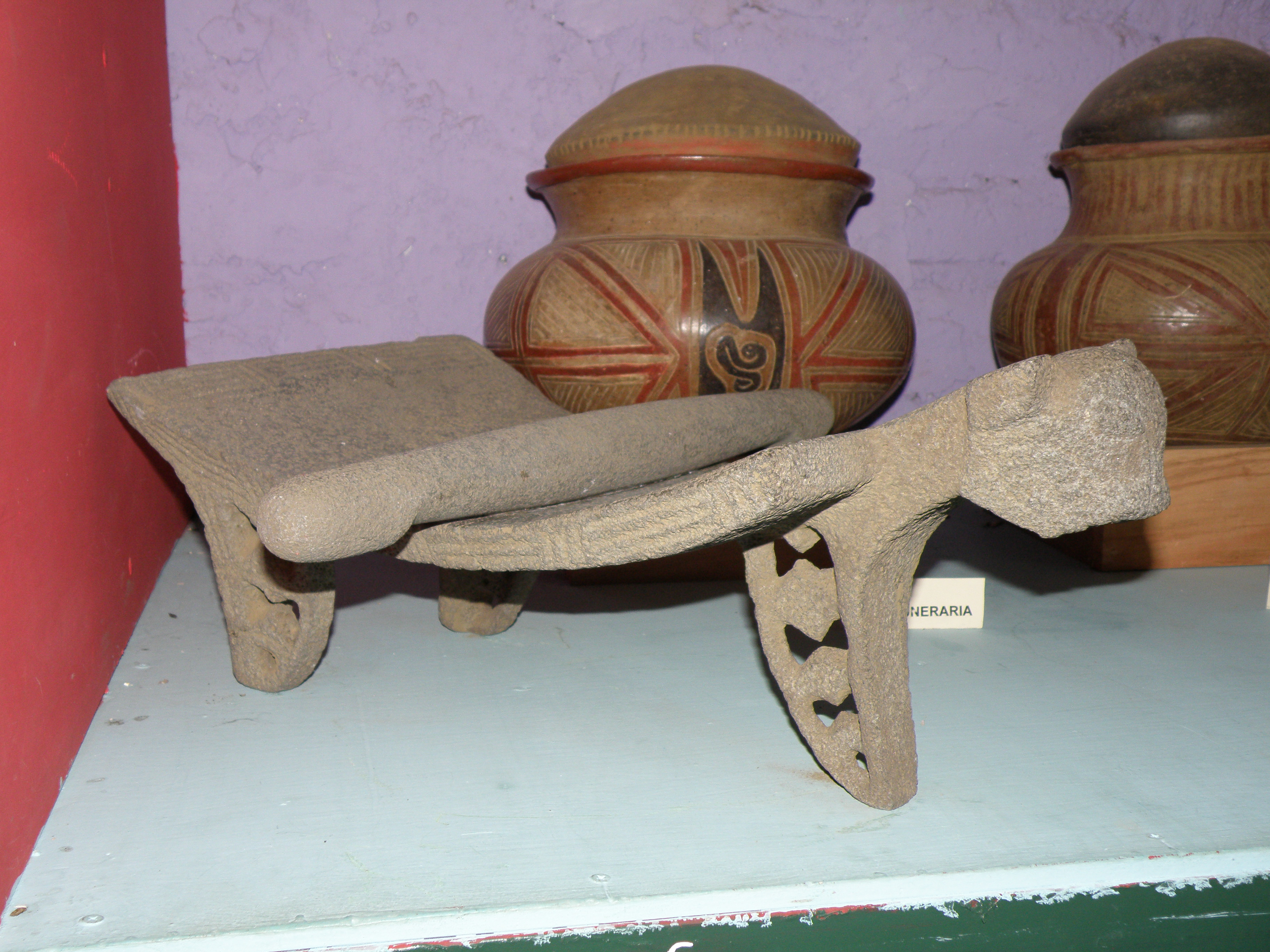
Meule à grains.
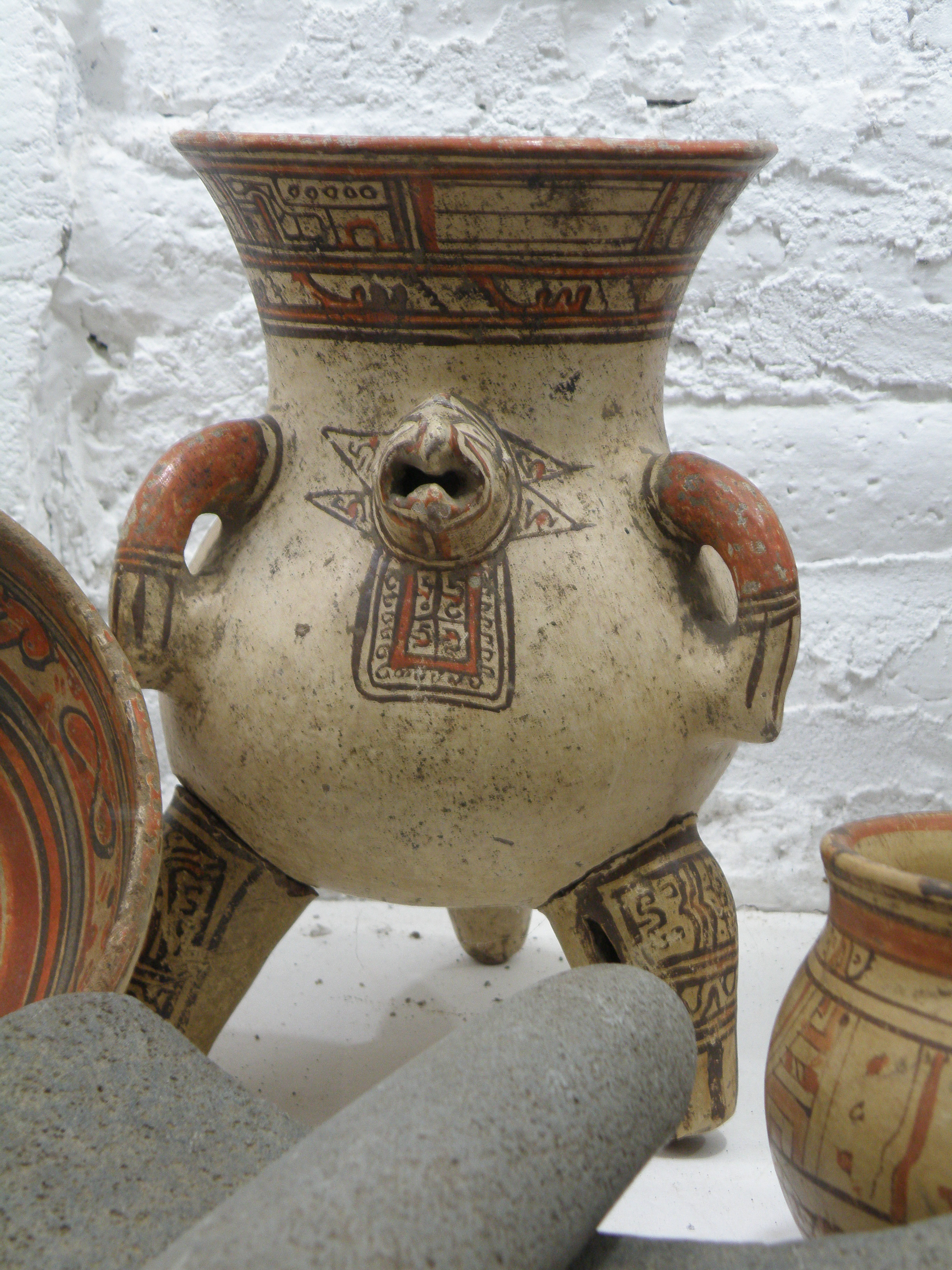
Jarre.

Le type de céramique "Ometepe Red Slipped-Incised" ne se trouve que sur l'île d'Ometepe. C'est un type de céramique de la fin de la période polychrome, et on le trouve généralement sous forme de tessons de jarre. Ce type de céramique est identifiable parce qu'elle est grattée à l'intérieur et à l'extérieur, et que le lissage et le polissage sont effectués sur le corps extérieur et le bord. L'engobe, sur le bord et à l'extérieur, est d'un rouge terne à brun, tandis que seul l'intérieur du col est lissé. Des lignes sont découpées dans le rebord du bocal, et les triangles sont le motif le plus courant, s'emboîtant ou se rejoignant bout à bout. Parmi les autres types de céramique que l'on trouve sur l'île, on peut citer du "polychrome de Granada" de la période polychrome moyenne, du "polychrome tardif de Castillo" et du "polychrome de Luna Ware".
De nombreuses pièces archéologiques trouvées sur l'île sont visibles au musée El Ceibo, situé dans l'ancienne "ferme de tabac" appelée Tel Aviv à Sacramento, une commune à 10 km au sud de Moyogalpa.

## Géographie
L'île couvre 276 km2 pour 31 km de long et c'est la plus grande île volcanique située dans un lac d'eau douce. Sa population est d'environ 40 000 personnes, la partie Ometepe au nord étant la plus peuplées. Les centres de population les plus importants sont Moyogalpa et Altagracia, qui sont également les deux principaux ports d'accès à l'île depuis les villes de Granada, San Carlos et San Jorge.
En forme de huit elle est presque entièrement constituée des cônes de deux volcans séparé par un isthme : le volcan Concepción et le volcan Maderas. Vue du ciel la similitude de forme et d'orientation entre Tahiti et Ometepe est frappante. La partie Ometepe au nord est la plus peuplées.
La cendre volcanique a rendu le sol de cette île extrêmement fertile, permettant une plantation continue. Les volcans sont visibles de partout sur l'île, et la vie à Ometepe tourne autour d'eux. Ils jouent également un rôle important dans les mythes et les légendes de l'île, qui servait autrefois de cimetière indigène.

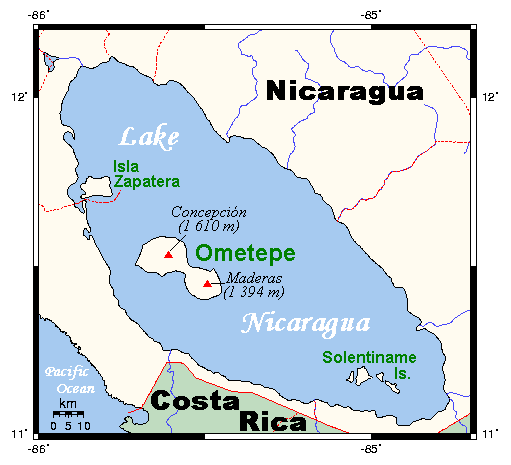
Carte des îles du lac Nicaragua.

Le volcan Concepción s'élève à 1 610 m et a un diamètre maximum de36 km,. On estime que le volcan s'est élevé au début de l'Holocène et que, grâce à des éruptions continues, il atteint son altitude actuelle, faisant d'Ometepe l'île lacustre la plus haute du monde. En raison de sa symétrie, il a été considéré comme extrêmement beau. Le pirate Edward Hume aurait déclaré que la vue d'Ometepe avait plus de valeur que le trésor de la ville de Granada qu'il venait de saccager.
Sa dernière éjection de cendres remonte à 2007, et la dernière éruption de lave, qui a forcé l'évacuation de l'île, s'est produite en 1957. Après une longue période d'inactivité, le volcan s'est réveillé le 8 décembre 1880. Cette éruption fut de grande ampleur et le volcan resta actif pendant un an. 
Depuis lors, les éruptions se sont répétées avec une certaine fréquence en 1883, 1889, 1902, 1907 et 1924. Le volcan est couvert par 2 200 ha de forêt protégée. En 2005, un tremblement de terre de 6,2 degrés sur l'échelle de Richter s'est produit en raison de la pression interne accumulée dans le volcan. Des fissures sont apparues sur les routes et un avis de quitter l'île a été émis. Il s'agissait de la première éruption mineure depuis 1999. L'éruption la plus récente a eu lieu en 2010 et bien qu'elle ait été extrêmement violente, peu d'habitants ont obéi à l'ordre du gouvernement de Managua d'évacuer l'île et finalement peu de dégâts ont été causés.
La moitié sud-est de l'île est constituée par le volcan Maderas d'une altitude de 1 394 m pour un diamètre maximum à sa base de 24 km. Sa dernière éruption a eu lieu il y a plus de huit siècles et il est aujourd'hui considérée comme éteint. Son cratère est maintenant occupé par un petit lac découvert le 15 avril 1930 par le fermier Casimiro Murillo. L'ascension vers le lac du volcan Maderas à travers les 4 100 ha de réserve naturelle qui l'entourent est une attraction touristique populaire. Son climat humide permet la production d'eau potable sur ses pentes, bénéficiant à toutes ses communautés avec 9 sources d'eau potable. Les flancs du volcan sont principalement couverts de plantations de café et de tabac, le reste étant de la forêt tropicale. Une grande zone de cette partie de l'île est aujourd'hui une réserve naturelle.

Vues de l'île d'Ometepe.
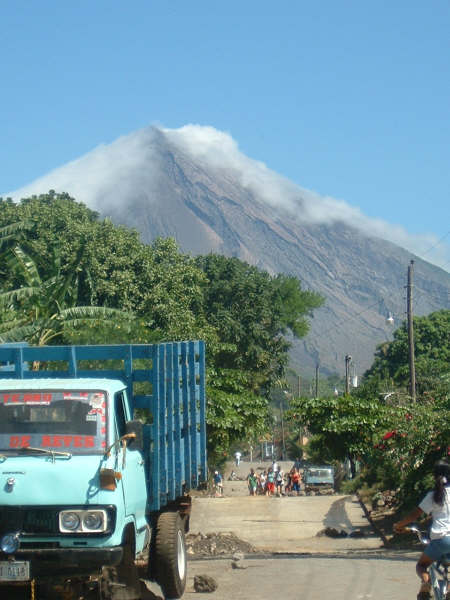
Le volcan Concepción vu de la ville de Moyogalpa
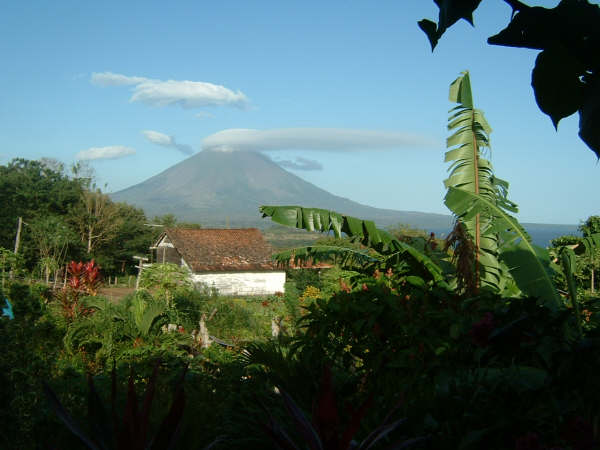
Le volcan Concepción en éruption
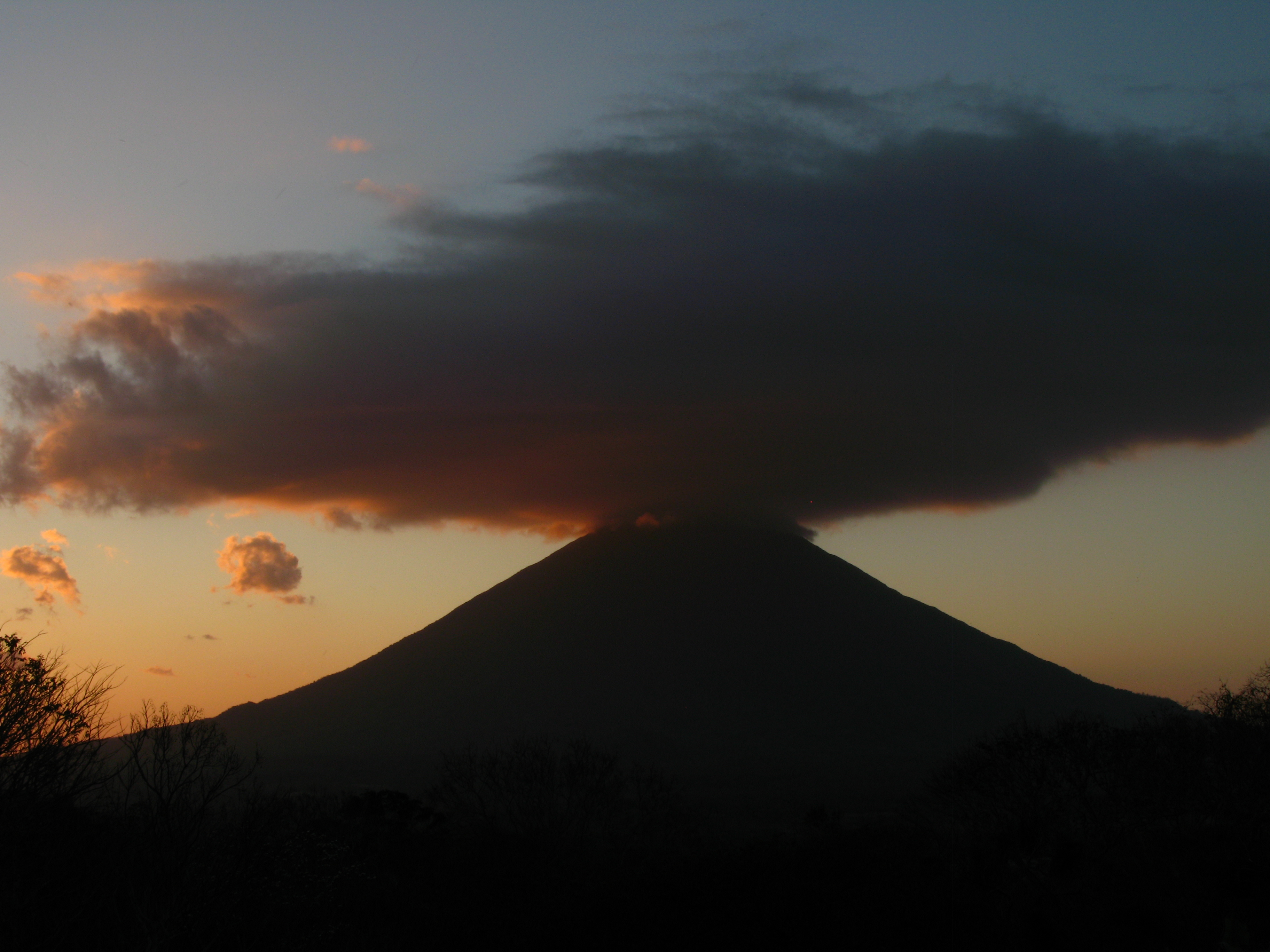
Volcan Concepción
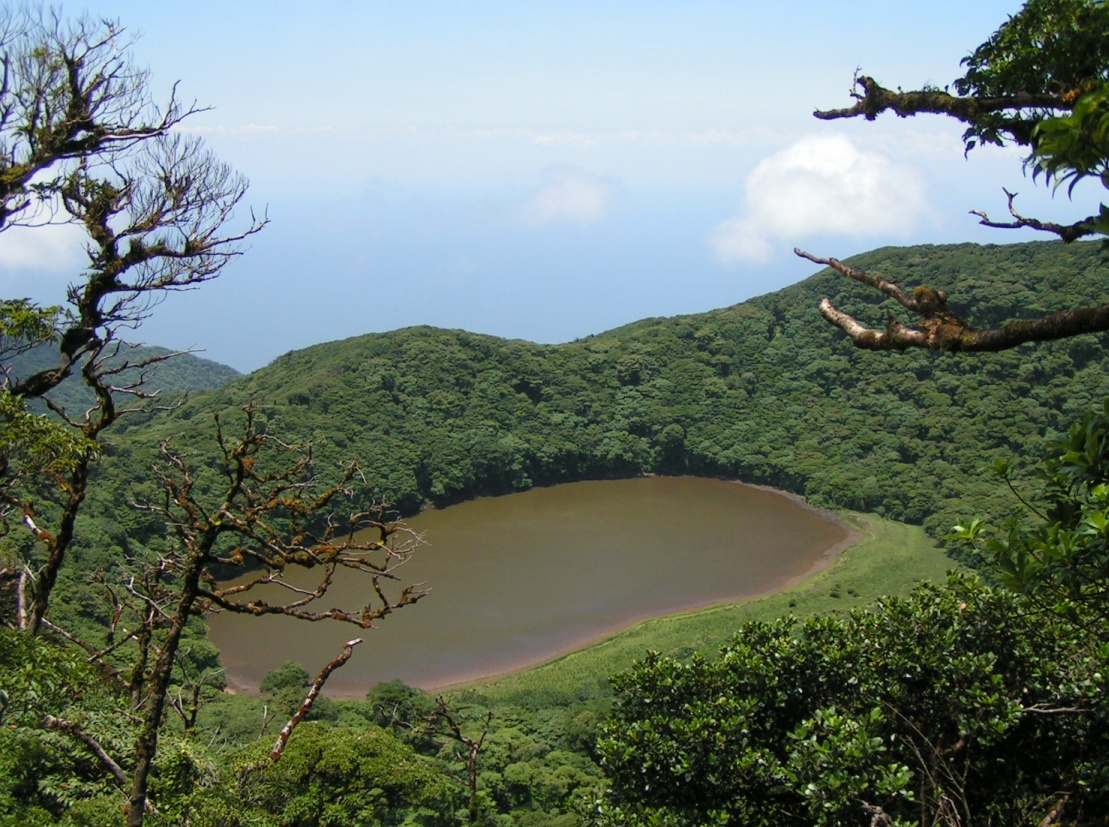
Lac du cratère du volcan Maderas.
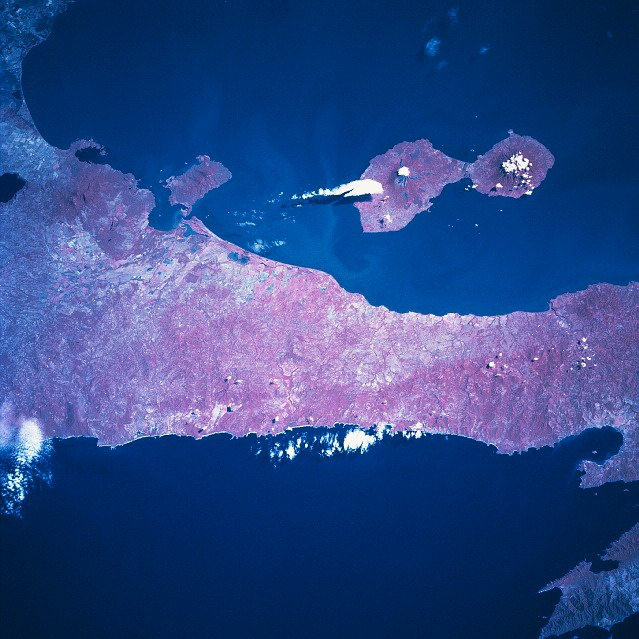
Ometepe depuis l'espace - Janvier 1997.

## Transports

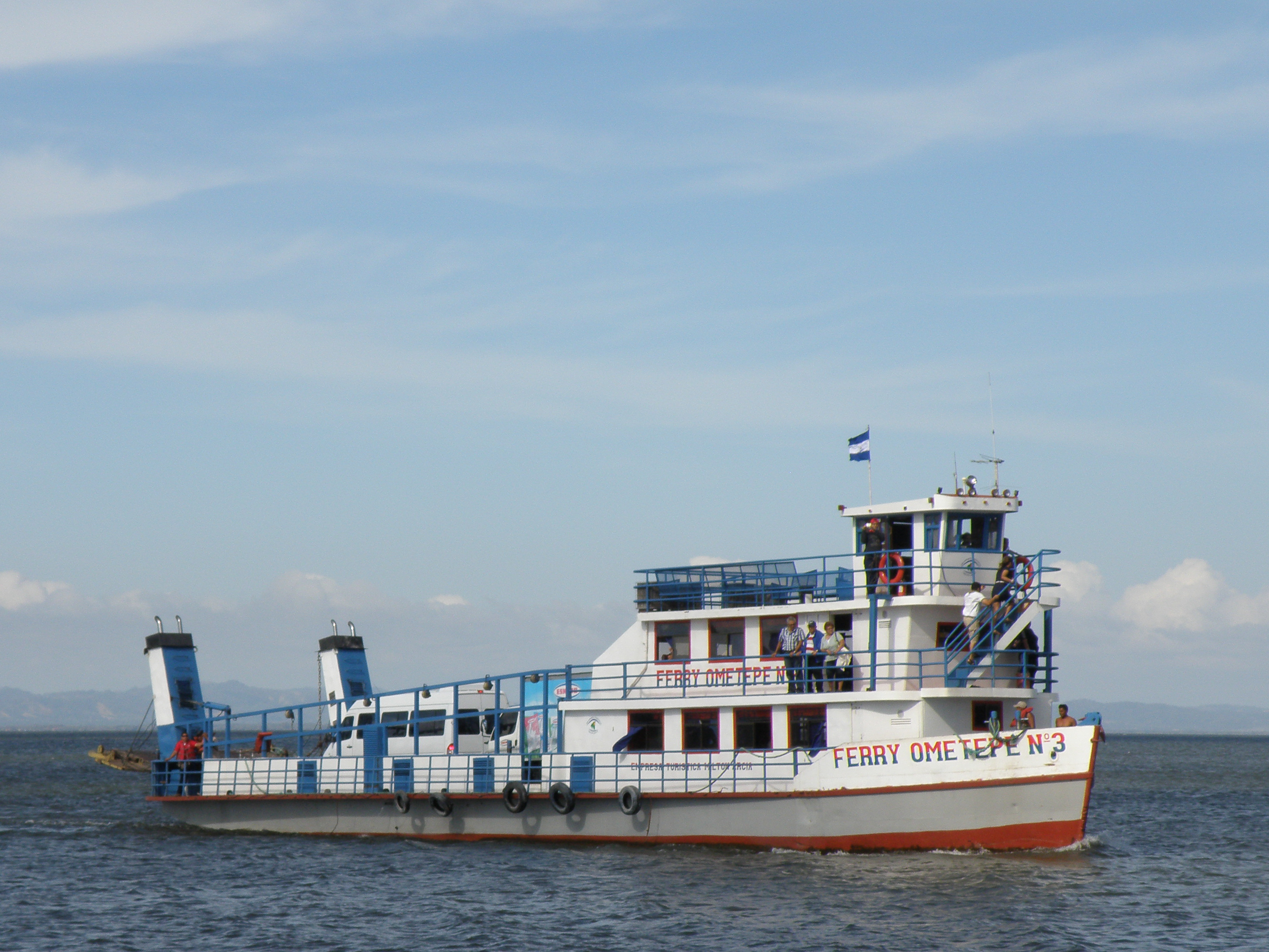
Ferry croisé pendant la traversée vers Ometepe - Nicaragua.

Il y a trois ports de ferry sur l'île et il y a des ferries et des bateaux réguliers vers et depuis San Carlos et Granada deux fois par semaine (en saison et la nuit) ainsi que plusieurs fois par jour vers et depuis San Jorge près de Rivas. 
Les routes de l'île ont récemment été revêtues de pavés en béton pour toutes les routes principales de l'île. Par contre, les routes secondaires en dehors des villes sont toutes en terre ou en gravier, souvent très délavées et ne sont pas praticables autrement qu'en 4x4 ou en moto tout-terrain.
L'aéroport d'Ometepe (espagnol : Aeropuerto La Paloma de Ometepe - OMT) est le seul aéroport de l'île. L'aéroport se trouve dans la comarque de La Paloma de Moyogalpa, département de Rivas à 1,6 km au sud de Moyogalpa.
L'aéroport (Code MNPL) géré par l'état a été construit en mai 2014 à un coût de près de 17 millions de dollars.

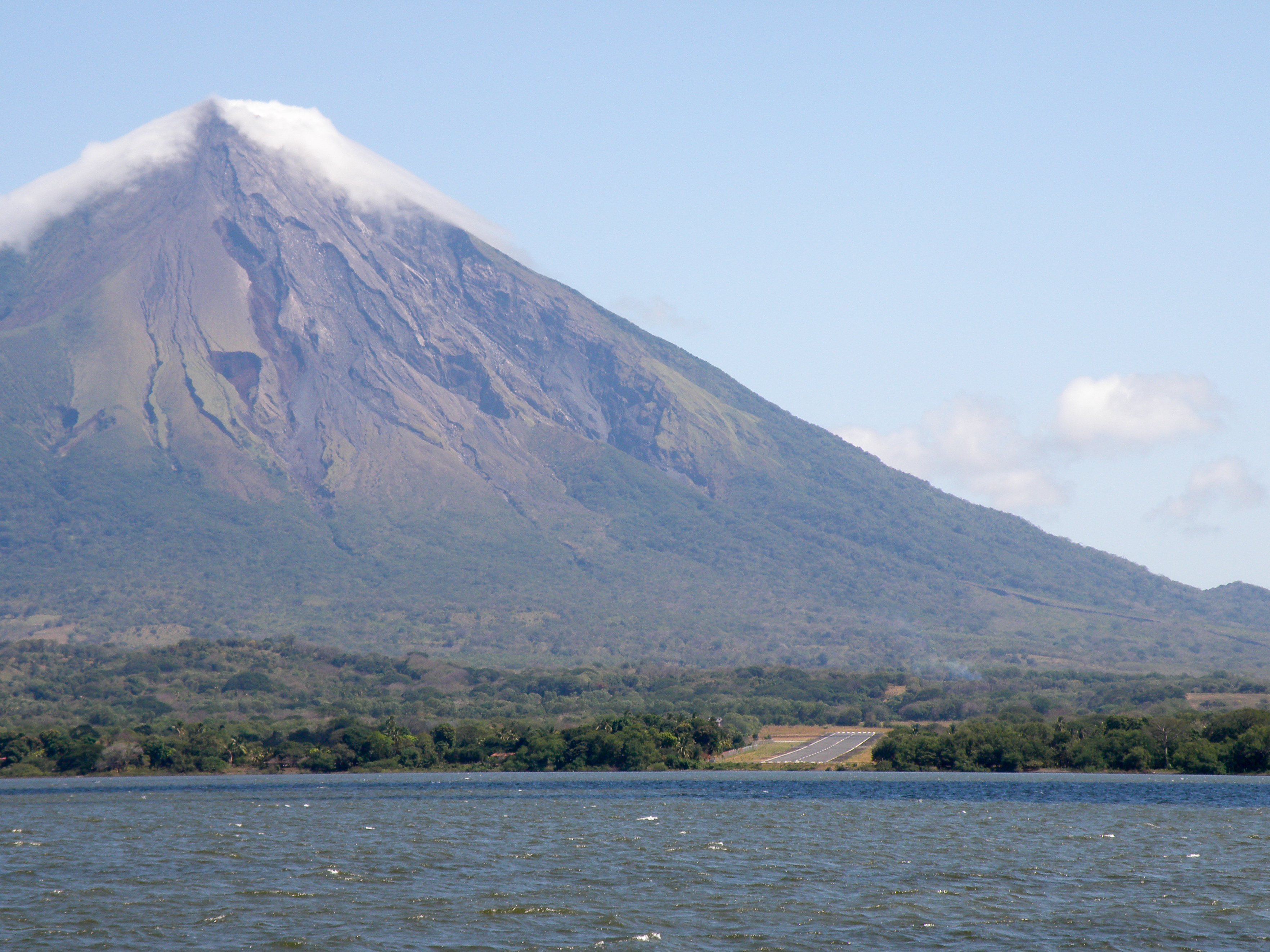
Piste de l'aéroport La Paloma au pied du volcan Concepción.

La piste asphaltée de 1 500 m de long commence sur le rivage, et l'approche par l'ouest (piste 09) et le départ vers l'ouest (piste 27) se font au-dessus de l'eau. Les pentes volcaniques du Concepción commencent 5 km à l'est de la piste dont l'altitude moyenne est de 213 m. À noter que la route n°64 - de Moyogalpa à Los Angeles - traverse la piste en son milieu ! Des barrières automatiques interrompent le trafic routier lors des décollages et atterrissages.
Actuellement, une seule compagnie aérienne dessert l'île d'Ometepe sur un vol de circuit vers d'autres aéroports du Nicaragua, dont celui de Managua, l'Aéroport international Augusto C. Sandino, le dimanche et le jeudi,.
Des vols charters sont disponibles (Aerotaxi) sur un Cessna 208 de 12 passagers et un ATR 42 de 45 passagers. L'aérogare reçoit également des vols privés de petits avions et d'hélicoptères. Bien que cet aéroport soit considéré comme international et qu'il dispose d'un service de contrôle des passeports et de douane, aucun vol commercial international ne s'y rend actuellement.

## Population
Les villages les plus importants de l'île sont Altagracia  qui compte environ 4 100 habitants, sur le côté nord-est, et Moyogalpa (3 000 habitants), avec son port sur le côté nord-ouest de l'île. Ces deux villages sont les centres des deux municipalités et l'île est divisée entre les deux. De nombreuses traditions ont été maintenues en vie, c'est pourquoi les habitants d'Ometepe célèbrent plus de fêtes religieuses et folkloriques que partout ailleurs au Nicaragua.
Aujourd'hui, Ometepe développe le tourisme et l'écotourisme, avec comme cartes de visite le passé archéologique et la richesse de son sanctuaire naturel, la végétation exotique, la vie animale et aviaire.
Selon les estimations actuelles (mai 2009), l'île accueille environ 60 000 visiteurs par an. La plupart arrivent entre la mi-novembre et la mi-mai. La majorité des visiteurs arrivent par les ferries de San Jorge à Moyogalpa,.

## Biodiversité
Ometepe est inclus dans le réseau mondial des réserves de biosphère, après que sa nomination a été approuvée à l'unanimité lors de la XXIIe session du "Conseil international de coordination du programme sur l'homme et la biosphère (MAB)" de l'Unesco.
Le Programme sur l'homme et la biosphère est un programme qui a été lancé au début des années 1970 pour fournir un cadre à la recherche interdisciplinaire et aux activités de renforcement de ses capacités. Il vise à améliorer la relation des personnes avec leur environnement.
L'Organisation des Nations unies pour l'éducation, la science et la culture (UNESCO) reconnaît que l'île d'Ometepe :

« "possède d'abondants vestiges archéologiques précolombiens - pétroglyphes, statues et céramiques - qui témoignent de l'ancienneté des établissements humains sur son sol".
Le lac environnant est une source importante d'approvisionnement en eau douce et abrite de nombreuses espèces animales sous-marines rares, telles que les poissons-scies et les requins d'eau douce.
Parmi les activités actuelles de sa population, on trouve l'écotourisme basé sur la participation communautaire.
Ometepe présente des forêts tropicales, des forêts sèche, comme des forêts subtropicales, ainsi que des forêts des nuages. Elle a aussi des zones côtières et des hauteurs qui servent de lieu de repos pour les oiseaux migrateurs, et elle possède des espèces endémiques de la flore et de la faune". »

Elle est considérée comme la plus grande île du monde au sein d'un lac d'eau douce et un paradis par les autorités nicaraguayennes, pour sa diversité et sa beauté. Avant d'être une réserve de biosphère, Ometepe était légalement considérée comme une réserve naturelle et un patrimoine culturel de la nation. Aujourd'hui, en tant que réserve de biosphère, elle a acquis des limites qui définissent les zones où des projets de développement économique peuvent être réalisés, celles qui doivent être préservées intactes, ainsi que ses corridors biologiques, tant dans l'eau que hors de l'eau.

Exemple de la faune et de la flore de l'île d'Ometepe.
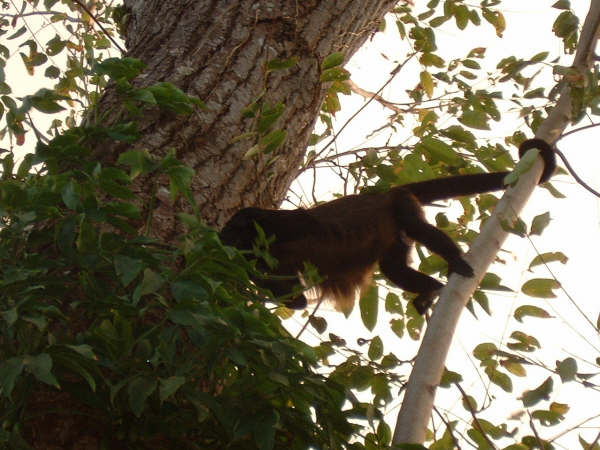
Un singe hurleur de l'île d'Ometepe
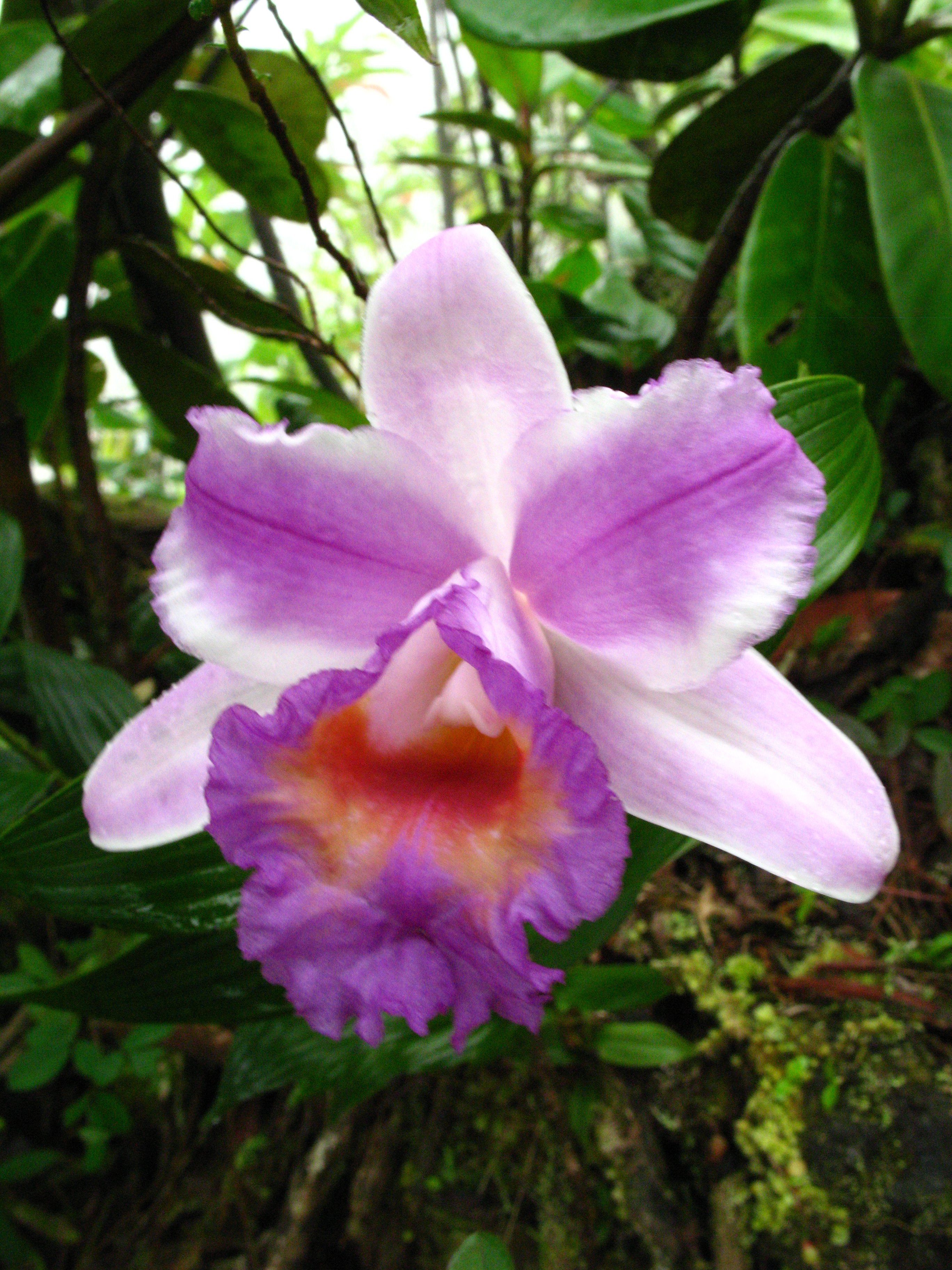
Orchidée Sobralia
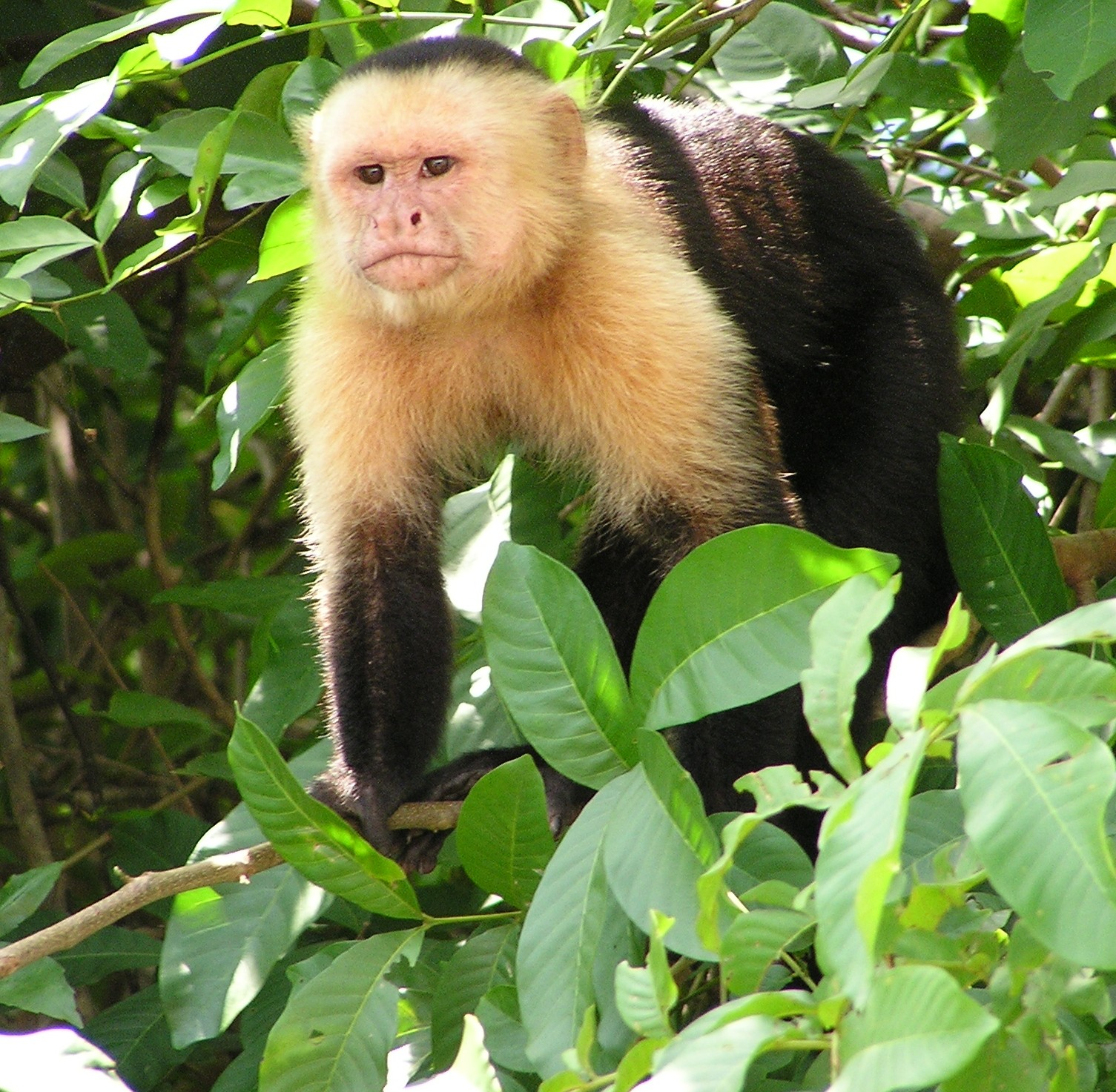
Cebus imitator
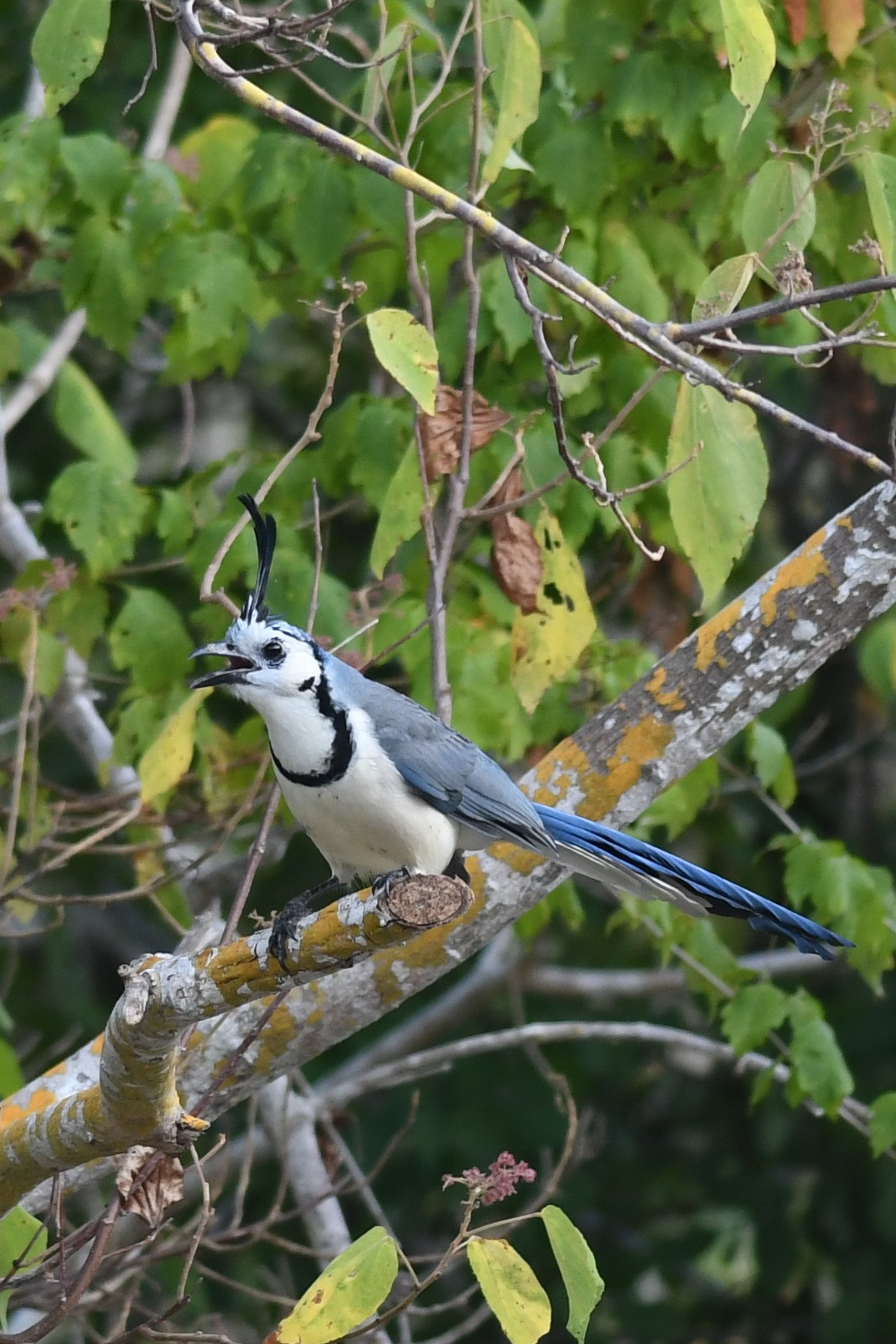
Geai à face blanche.

Ometepe abrite de grandes populations de capucins à face blanche, également appelés Sapajou du Panama (Cebus imitator) et des populations de singes hurleurs à manteau (Alouatta palliata). Des efforts sont faits pour étudier et protéger ces animaux. 

Le lac qui entoure Ometepe abrite de nombreuses espèces d'animaux aquatiques, notamment le requin-bouledogue qui, jusqu'à récemment, était considéré comme une espèce unique de requin d'eau douce, mais qui s'est depuis avéré être en continuité avec les populations océaniques. De petites populations de singes-araignées (Ateles) vivent sur de très petites îles du lac Nicaragua. Ces populations existent uniquement grâce aux humains et de nombreux pêcheurs locaux s'arrêtent régulièrement pour nourrir ces troupes. On trouve aussi sur l'île le singe hurleur roux, le pécari à collier, des cervidés, le serpent corail, le geai à face blanche est omniprésent. Dans la réserve de Chaco Verde on peut voir l'anhingidae (ou oiseau serpent), la grande aigrette, des cormorans à l'affût des poissons comme Steindachneria argentea. La forme locale du rat de rizière Oryzomys couesi est distinctive et peut représenter une sous-espèce distincte. 

Panorama d'Ometepe - La côte est.

L'école de terrain biologique d'Ometepe, située sur l' île d' Ometepe , au Nicaragua , est l'une des deux écoles de terrain gérées par le Maderas rainforest conservancy (l'autre conservatoire étant l' école de terrain biologique de La Suerte). Elle dispense des cours de primatologie, d'écologie, de botanique et d'autres cours liés à la flore et à la faune de l'île d'Ometepe. 
Le conservatoire propose des cours théoriques et pratiques :
- Sur les primates d'Ometepe, les singes capucins à face blanche ( Cebus capucinus ) et les singes hurleurs noirs à manteau ( Alouatta palliata ). Les salles de classe sont les forêts de l'île.
- En écologie, afin d'étudier les forêts de nuages, qui sont des habitats menacés à l'échelle mondiale. Le but étant de documenter et d'inventorier quantitativement, pour la première fois, la biodiversité existante de cet habitat situé à environ 1000 mètres d'altitude.
- En ethnobotanique tropicale qui couvre principalement les plantes médicinales de la région, mais aussi celles de l'Amazonie. Le cours comprend l'identification des plantes, les méthodes de préparation, (tisanes, décoctions, teintures et onguents), ainsi que leurs indications médicales.
- D'autres cours concernent l'anatomie comparée, l'herpétologie tropicale et la photographie.